# Clonophis kirtlandii
Clonophis kirtlandii (вуж Кіртланда) — вид змій родини полозових (Colubridae). Ендемік США. Вид названий на честь американського натураліста Джареда Поттера Кіртланда. Це єдиний представник монотипового роду Clonophis.

## Опис
Вужі Кіртланда невеликі, стрункі, їх довжина (враховуючи хвіст) становить 30—46 см. Верхня частина тіла сірувато-коричнева, на спині є два ряди великих чорних плям, які перемежовуються дрібними плямками, що спускаються по боках. Нижня частина тіла цегляно-червонувата, на кінці кожної лусці є помітна чорна округла пляма. Кілеподібні спинні луски формують 19 рядів посередині тіла, анальна пластинка розділена.

## Поширення й екологія
Вужі Кіртланда мешкають в Іллінойсі, Індіані, Огайо, на півночі Кентуккі, на півдні Мічигану, на північному сході Міссурі та на північному заході Теннессі, раніше також на заході Пенсільванії (не спостерігалися там з 1966 року). Вони живуть у лісах, на луках, на болотах та інших водно-болотних угіддях, поблизу води. Живляться дощовими черв'яками, слимаками, пічкурами та іншою дрібною рибою, саламандрами, жабами, молодими раками та п'явками. Яйцеживородні. Виводок з 4—22 змій народжується у серпні-вересні. Змійки при народженні досягають 13—17 см завдовжки й важать 1,4 г.

## Збереження
МСОП класифікує стан збереження цього виду як близький до загрозливого. Clonophis kirtlandii загрожує знищення природного середовища.